# Église Saint-Luc de Grenoble
Pour les articles homonymes, voir église Saint-Luc.
L'église Saint-Luc de Grenoble est édifiée en 1967 au cœur du quartier de l'Île Verte, alors que la ville de Grenoble s'agrandit rapidement.
il est prévu depuis 2019 que l’église soit vendue par le diocèse de Grenoble-Vienne qui en est propriétaire. La vente sera effective en 2025, et la fermeture de l’église pour l’automne 2025 est déjà programmée ..

## Description
Voulue à l'image des temps modernes, elle fait partie d'un complexe architectural comprenant l'église en bas et un immeuble d'habitation en haut. L'église bénéficie de son propre toit bien que certaines structures portantes de l'immeuble la traversent.